# John Morris (polityk)
John Morris, baron Morris of Aberavon (ur. 5 listopada 1931 w Capel Bangor w Walii, zm. 5 czerwca 2023) – brytyjski prawnik i polityk, członek Partii Pracy, minister w rządach Harolda Wilsona i Jamesa Callaghana.
Wykształcenie odebrał w Ardwyn School, na University College of Wales w Aberystwyth oraz w Gonville and Caius College na Uniwersytecie Cambridge. Po ukończeniu studiów prawniczych rozpoczął w 1954 r. praktykę adwokacką w korporacji Gray’s Inn. Prowadził swoją kancelarię przy Bedford Row Chambers nr 2. W 1984 r. został ławnikiem korporacji. W latach 1982–1997 pracował w Sądzie Koronnym. Dosłużył się tytułu Radcy Królowej.
W 1959 r. został wybrany do Izby Gmin jako reprezentant okręgu Aberavon. Był parlamentarnym sekretarzem ministra mocy w latach 1964–1966, parlamentarnym sekretarzem ministra transportu w latach 1966–1968 oraz młodszym ministrem w departamencie obrony odpowiedzialnym za zaopatrzenie armii. W 1970 r. został członkiem Tajnej Rady. W latach 1974–1979 był członkiem gabinetu jako minister ds. Walii. Po porażce Partii Pracy w 1979 r. był przez dwa lata mówcą Opozycji na tematy prawne. Po powrocie laburzystów do władzy w 1997 r. został prokuratorem generalnym. Na tym stanowisku pozostawał do 1999 r.
Po rezygnacji ze stanowiska prokuratora otrzymał tytuł szlachecki. W Izbie Gmin zasiadał do 2001 r., kiedy to zrezygnował ze startu w wyborach. Rychło został kreowany parem dożywotnim jako baron Morris of Aberavon i zasiadł w Izbie Lordów. W 2002 r. został Lordem Namiestnikiem Dyfed, a w 2003 r. został kawalerem Orderu Podwiązki. Od 2002 r. był kanclerzem uniwersytetu Glamorgan. Był również przewodniczącym London Welsh Trust oraz członkiem Rady Fundacji Księcia Walii.
Był żonaty z Margaret, wieloletnią członkinią magistratury Inner London. Miał z nią trzy córki: Nię, Nor i Elinor.